# Erik IV. Dánský
Erik IV. Dánský, Erik Plovpenning (dánsky Erik 4. Plovpenning, 1216 – 10. srpna 1250) byl dánský král z dynastie Valdemarů v letech 1241–1250. .

## Biografie

### Původ, mládí
Erik se narodil jako nejstarší ze tří synů (čtyř dětí) dánského krále Valdemara II. a jeho druhé manželky, portugalské princezny Berengarie, dcery portugalského krále Sancha I. Jeho starším, nevlastním bratrem byl otcův následník Valdemar, syn první otcovy manželky Dagmar (* 1209), a mladšími, vlastními bratry pozdější dánští králové Abel Dánský (* 1218) a Kryštof I. (* 1219).
V roce 1231 po smrti Erikova staršího nevlastního bratra Valdemara, který zemřel bez potomků, ustanovil otec Erika spoluvládcem království a v roce 1232 jej korunoval dánským králem.

### Kandidát na německý trůn
V červnu roku 1249 se český král Václav I. setkal na hradě Loket s falckým kurfiřtem Otou II., durynským lantkrabětem Jindřichem Raspe a míšeňským markrabětem Jindřichem III. Český monarcha se pokoušel přesvědčit své hosty k volbě Erika za německého vzdorokrále. Volba se měla uskutečnit v městě Lebus v Braniborsku pod ochranou českého krále a braniborského markraběte. Míšeňský markrabě a durynský lankrabě odmítli podpořit tento plán a odjeli do nedalekého Chebu, kde císař Fridrich II. Štaufský radil se svými voliteli.

### Panování v Dánsku
Po smrti otce v roce 1241 se Erik ujal vlády samostatně, rychle se však dostal do konfliktu s viborgským biskupem Nielsem, který skončil biskupovým vyhnáním. Nespokojenosti s Erikovou vládou využil jeho mladší bratr Abel (od 1232 nosící titul vévody šlesvického), který za podpory holštýnských hrabat vyvolal občanskou válku. V roce 1247 Erik IV. Abela porazil a zajal dalšího bratra, Kryštofa, který Abela podporoval. O dva roky později začal Erik připravovat křížovou výpravu do Estonska; v souvislosti s tím byly na obyvatelstvo, zvláště pak na sedláky, uvaleny vysoké daně, což královi přineslo přídomek Peníz z pluhu (dánsky Plovpenning). Především však to vedlo k povstání sedláků ve Skåne, čehož opět využil Abel, který za podpory duchovenstva znovu napadl krále. Erikovi se podařilo potlačit povstání ve Skåne, potom napadl Šlesvicko, kde byl rovněž úspěšný a vedl s Abelem jednání o příměří. V roce 1250 při průjezdu Šlesvickem byl však bratrem jat a uvržen do vězení, kde byl 10. srpna 1250 zavražděn, patrně Abelovými lidmi a pravděpodobně z jeho popudu. (Podle tradice byl sťat na lodi na řece Schlei a jeho tělo hozeno do řeky.) V roce 1258 byly jeho ostatky pohřbeny v kostele sv. Bengta v klášteře v Ringstedu. Na nástropních freskách jsou scény z jeho života a o jeho smrti. Pro svou násilnou smrt je uctíván jako mučedník a svatý, nebyl však nikdy kanonizován.

### Manželství a potomci
9. října roku 1239 se oženil se saskou princeznou Jutou Saskou († 1250), dcerou saského vévody Albrechta I. a jeho druhé manželky Anežky Babenberské.
Z jejich manželství vzešlo šest potomků, dva synové a dcery, oba synové však zemřeli jako nemluvňata. Dvě starší dcery se staly královnami (Švédska a Norska), dvě mladší pak abatyšemi kláštera v Roskilde.
- Žofie (cca 1240–1286), pozdější švédská královna, manželka krále Valdemara Birgerssona;
- Knut (*/† 1242)
- Ingeborg (ca 1244–1287), pozdější norská královna, manželka krále Magnuse VI.;
- Juta (ca 1246–1284), abatyše kláštera v Roskilde
- Kryštof (*/† 1247)
- Agnes (1249–ca 1290), po své sestře abatyše kláštera v Roskilde